# Invoering van de Duitse mark in de DDR
De invoering van de Duitse mark in de DDR vond plaats op 1 juli 1990 in het kader van de monetaire, economische en sociale unie tussen de Bondsrepubliek Duitsland en de Duitse Democratische Republiek. Op 18 mei 1990 was door de ministers van financiën van de Bondsrepubliek, Theo Waigel en van de DDR, Walter Romberg de invoering van deze unie per verdrag besloten als voorbereiding op de Duitse hereniging.

## Monetaire unie

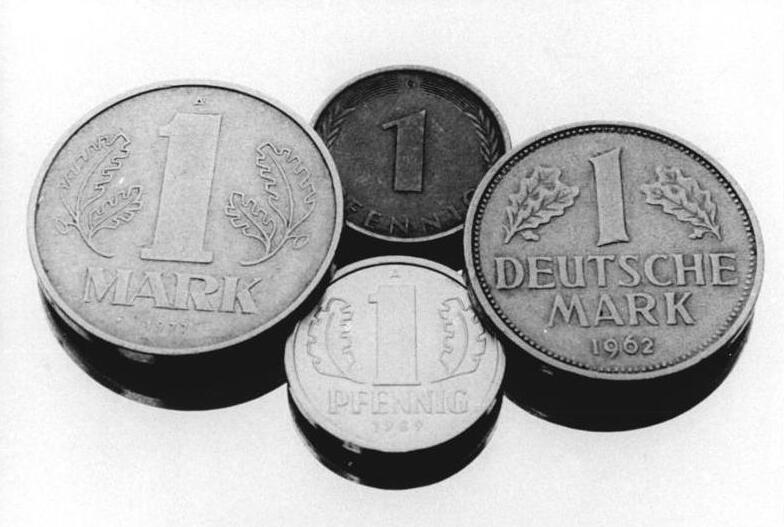
D-mark en DDR-mark 1:1

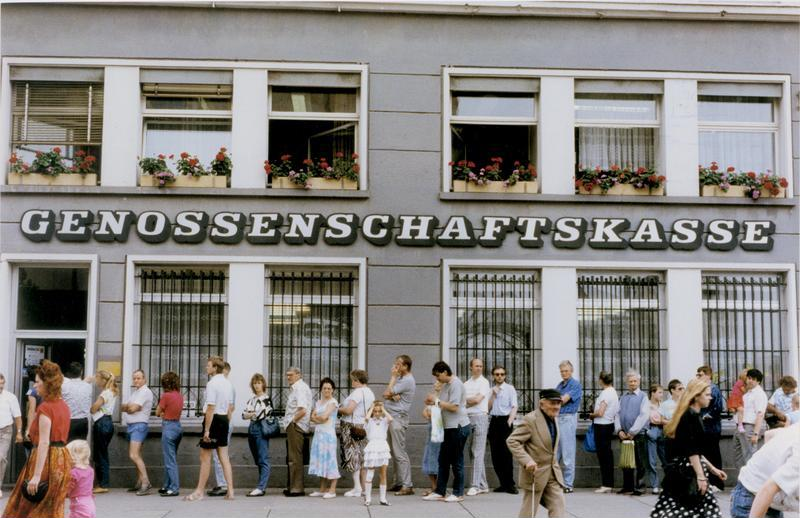
1 juli 1990: DDR-burgers in Gera staan in de rij voor de D-mark

Het meest zichtbare effect van de monetaire, economische en sociale unie was de invoering van de Duitse mark als wettig betaalmiddel in de DDR. De Duitse mark was het symbool van het Wirtschaftswunder en de welvaart van de Bondsrepubliek. Vanaf 1 juli was de Deutsche Bundesbank ook de centrale bank voor de DDR.

### Wisselkoersen
De koers waartegen de DDR-mark in D-mark kon worden omgewisseld verschilde per situatie. Door burgers vanaf 60 jaar kon een bedrag tot 6000 mark worden omgewisseld tegen een koers van 1:1; volwassenen tot 60 jaar konden tot 4000 mark en kinderen tot 14 jaar een bedrag tot 2000 mark tegen een koers van 1:1 omwisselen. Voor spaartegoeden boven deze bedragen werd een koers van 2 DDR-mark voor 1 D-mark gehanteerd. Ook schulden werden tegen een koers van 2:1 omgezet. Lonen, uitkeringen, huren en pachtbedragen en andere periodieke betalingen werden tegen een koers van 1:1 omgezet. Bij personen en bedrijven van buiten de DDR werd een koers van 3:1 gehanteerd.

## Economische unie
De basis van de economische unie was de sociale markteconomie zoals zij in de Bondsrepubliek bestond. Op 1 juli 1990 kwamen 7894 Volkseigene Betriebe met 4 miljoen werknemers onder het beheer van de Treuhandanstalt, die op 1 maart 1990 was opgericht. De Treuhandanstalt had de opdracht deze bedrijven te privatiseren. Op 1 juli 1990 werd de ware toestand van de economie van de DDR zichtbaar: terwijl de consumenten op grote schaal de voorkeur gaven aan West-Duitse producten werden de Oost-Duitse bedrijven geconfronteerd met hoge loonkosten, waardoor zij internationaal nauwelijks meer konden concurreren. Een ander zichtbaar effect van de economische unie is dat vanaf 1 juli 1990 ook de douanecontroles aan de Duits-Duitse grens werden opgeheven.

## Sociale unie
Vanaf 1 juni was de sociale wetgeving gestoeld op het voorbeeld van de Bondsrepubliek. Sociale verzekeringen waren naar West-Duits voorbeeld opgezet, terwijl ook het arbeidsrecht gewijzigd was. Vanaf dat moment hadden werknemers een vrije keuze voor een vakbond en gold de West-Duitse ontslagbescherming ook in de DDR.